# 鄂本兑
鄂本兑（？—1635年），曼靖氏，后金蒙古族将领。
鄂本兑本来是明朝蒙古族将领，任守备。天命六年（1621年），降努尔哈赤。后隶属蒙古正黄旗，天命七年（1621年），跟随攻打广宁，以功授世职游击。天聪元年（1627年），跟随皇太极征明，率军击败明朝总兵滿桂，以功进二等参将。天聪二年（1628年），参与攻打多罗特部，因功进一等参将、右翼蒙古固山额真。天聪三年（1629年），入塞攻打明朝，率所部兵入大安口，攻克永平、滦州、遵化、迁安城，受命守遵化，击败前来的明军，进升为三等副将，天聪五年（1631年）,随皇太极攻明，围大凌河。天聪八年（1634年），改三等甲喇章京。天聪九年（1635年），正月去世。